# Bernard Heens
Bernard Heens (1953) is een Belgische politicus voor CD&V. Hij was burgemeester van Heuvelland tot eind 2012.

## Biografie
Heens woont in deelgemeente Nieuwkerke. Hij ging er naar de lagere school en volgde daarna middelbaar onderwijs in het college in Poperinge. Daarna ging hij rechten studeren aan de KU Leuven en fiscale wetenschappen aan de Fiscale Hogeschool in Brussel. Vanaf oktober 1978 is hij advocaat, eerst aan de balie van Brussel, vanaf 1979 die van Ieper.
Heens werd actief in de politiek en nam in 1976 als laatstejaarsstudent deel aan de gemeenteraadsverkiezingen. Hij werd verkozen en werd in 1977 gemeenteraadslid in de nieuwe fusiegemeente Heuvelland. In 1983 werd hij er schepen. In 2001 volgde hij José Lemaire op als burgemeester van Heuvelland.